# Liste der Bundeskanzler der Republik Österreich

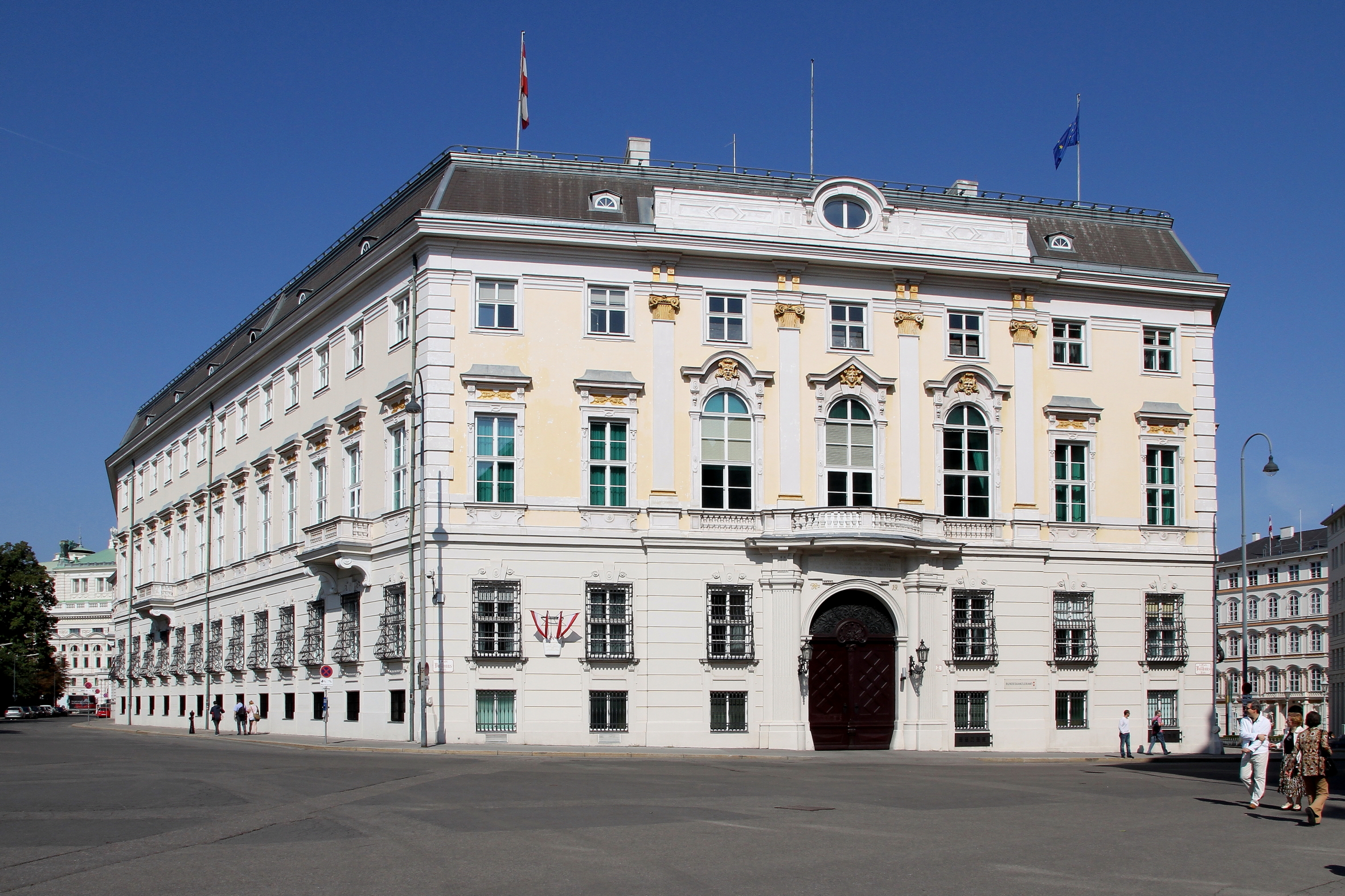
Das Bundeskanzleramt in Wien (2011)

Die Liste der Bundeskanzler Österreichs führt Staatskanzler (von 30. Oktober 1918 bis 10. November 1920 und von 27. April bis 20. Dezember 1945) und Bundeskanzler (von 10. November 1920 bis 13. März 1938 und seit 20. Dezember 1945) des Staates Deutschösterreich (bis 21. Oktober 1919), der Republik Österreich (21. Oktober 1919 bis 1. Mai 1934 und seit 27. April 1945) und des Bundesstaates Österreich (1. Mai 1934 bis 13. März 1938) an, insgesamt 24 Personen männlichen und eine weiblichen Geschlechts. Die Bezeichnung des entsprechenden Amtes in der Monarchie lautete auf Ministerpräsident. Von 14. März 1938 bis 26. April 1945 hatte Österreich als Teil des Deutschen Reiches keine eigenständige Regierung.
Seit dem 3. März 2025 ist Christian Stocker (ÖVP) Bundeskanzler.

## Einführung
Der Kanzler wurde bis 1929 vom Nationalrat gewählt und wird seit 1930 vom Bundespräsidenten ernannt und entlassen. Der Kanzler koordiniert und vertritt als Regierungschef die Regierungsarbeit gegenüber dem Parlament und der Öffentlichkeit. In Alleinregierungen einer Partei ist er realpolitisch der mächtigste Politiker des Landes, in Koalitionsregierungen hängt sein Einfluss von der Stärke seiner Parlamentsfraktion ab. Amtssitz des Bundeskanzlers ist seit 1923 das von da an Bundeskanzleramt genannte Gebäude (1918–1923 befand sich der Amtssitz des Regierungschefs im Palais Modena). Verfassungsmäßiger Vertreter des Bundeskanzlers ist der vom Bundespräsidenten auf seinen Vorschlag ernannte Vizekanzler (siehe hier).
Staatskanzler waren Karl Renner und Michael Mayr, zuerst nach Renner Staatskanzler der Ersten Republik, dann per 10. November 1920 (mit dem Inkrafttreten des Bundes-Verfassungsgesetzes) erster Bundeskanzler. Renner war zudem 1945 der erste, jedoch nicht gewählte (Staats-)Kanzler der Zweiten Republik, der am 27. April 1945 eine von den Alliierten sechs Monate später anerkannte provisorische Staatsregierung bildete.
Die Kompetenz des Bundeskanzlers ist in Art. 69 Abs. 1 B-VG geregelt. Die Kompetenzen des Staatskanzlers ergaben sich aus 1918 / 1919 und 1945 beschlossenen verfassungsmäßigen Übergangsregelungen.

## Bundeskanzler der Republik Österreich

### Legende
- Bundeskanzler: Name
- Lebensdaten: Geburts- und Sterbedatum mit Ortsangaben
- Partei: politische Herkunft des Kanzlers bzw. des Vizekanzlers (dies bedeutet jedoch nicht zwangsläufig, dass die Person Parteimitglied der zum Amt stellenden politischen Partei ist/war).

Erste Republik
- SDAPDÖ  Sozialdemokratische Arbeiterpartei Deutschösterreichs (1918–1933)
- CS  Christlichsoziale Partei
- GDVP  Großdeutsche Volkspartei
- VF  Vaterländische Front
- NSDAP  Nationalsozialistische Deutsche Arbeiterpartei

Zweite Republik
- SPÖ  Sozialdemokratische Partei Österreichs (1945–1991: Sozialistische Partei Österreichs)
- ÖVP   ÖVP  Österreichische Volkspartei
- KPÖ  Kommunistische Partei Österreichs
- FPÖ  Freiheitliche Partei Österreichs
- BZÖ  Bündnis Zukunft Österreich
- NEOS  NEOS – Das Neue Österreich
- GRÜNE  Die Grünen – Die Grüne Alternative
- LIF  Liberales Forum

- Periode: Nummerierung der Amtsperioden eines Kanzlers, wenn diese nicht unmittelbar aufeinander folgten, arabisch, sonst die Kabinette (Regierungsmannschaften) römisch. Mit der jeweiligen Liste der Regierungsmitglieder verlinkt.
- Regierung: An erster Stelle wird die Kanzlerpartei angeführt, darauf folgen weitere in der Regierung vertretene Parteien.
- Amtszeit: Dauer der jeweiligen Amtsperiode. In der Ersten Republik sind Zeiten, in denen der zurückgetretene Kanzler mit der Fortführung der Geschäfte betraut wurde, inkludiert; in der Zweiten Republik sind solche Zeiten in Fußnoten gesondert ausgewiesen.
- Vizekanzler (Partei): Name und Partei; ausführlich siehe Liste der Vizekanzler der Republik Österreich

### Liste
| Erste Republik und Ständestaat (1918–1938) | Erste Republik und Ständestaat (1918–1938) | Erste Republik und Ständestaat (1918–1938)                             | Erste Republik und Ständestaat (1918–1938) | Erste Republik und Ständestaat (1918–1938)                  | Erste Republik und Ständestaat (1918–1938) | Erste Republik und Ständestaat (1918–1938)                               | Erste Republik und Ständestaat (1918–1938)                                                                                  | Erste Republik und Ständestaat (1918–1938) |
| Bundeskanzler (und interimistischer Leiter der Regierungsgeschäfte) | Bundeskanzler (und interimistischer Leiter der Regierungsgeschäfte) | Lebensdaten                                                            | Partei                                     | Regierungsbezeichnung                                       | Regierungsparteien                         | Amtszeit                                                                 | Vizekanzler (Partei) |                                            |
| --- | --- | ---------------------------------------------------------------------- | ------------------------------------------ | ----------------------------------------------------------- | ------------------------------------------ | ------------------------------------------------------------------------ | --- | ------------------------------------------ |
| | Karl Renner Staatskanzler | * 14. Dezember 1870 in Untertannowitz † 31. Dezember 1950 in Wien      | SDAPDÖ                                     | Renner I Renner II Renner III                               | SDAPDÖ CS GDVP                             | 30. Okt. 1918 – 07. Juli 1920                                            | II., III. Jodok Fink (CS)                                                                                                   |                                            |
| | Michael Mayr (bis 10. November 1920 Staatskanzler) | * 10. April 1864 in Adlwang † 21. Mai 1922 in Waldneukirchen           | CS                                         | Mayr I Mayr II                                              | CS SDAPDÖ                                  | 07. Juli 1920 – 21. Juni 1921                                            | I. Ferdinand Hanusch (SDAPDÖ, bis 22. Oktober 1920) I. Eduard Heinl (CS, bis 20. November 1920) II. Walter Breisky (CS)     |                                            |
| | Johann Schober | * 14. November 1874 in Perg † 19. August 1932 in Baden b.W.            | Beamter                                    | Schober I                                                   | CS GDVP Beamte                             | 21. Juni 1921 – 26. Jän. 1922                                            | Walter Breisky (CS) |                                            |
| | Walter Breisky („Bundeskanzler, betraut mit dem Vorsitz in der einstweiligen Regierung“) | * 8. Juli 1871 in Bern, Schweiz † 25. September 1944 in Klosterneuburg | CS                                         | Schober I                                                   | CS GDVP                                    | 26. Jän. 1922 – 27. Jän. 1922                                            | – |                                            |
| | Johann Schober | * 14. November 1874 in Perg † 19. August 1932 in Baden b.W.            | Beamter                                    | Schober II                                                  | CS GDVP Beamte                             | 27. Jän. 1922 – 31. Mai 1922                                             | Walter Breisky (CS) |                                            |
| | Ignaz Seipel | * 19. Juli 1876 in Wien † 2. August 1932 in Pernitz                    | CS                                         | Seipel I Seipel II/III                                      | CS GDVP Beamte                             | 31. Mai 1922 – 20. Nov. 1924                                             | Felix Frank (GDVP) |                                            |
| | Rudolf Ramek | * 12. April 1881 in Teschen † 24. Juli 1941 in Wien                    | CS                                         | Ramek I Ramek II                                            | CS GDVP                                    | 20. Nov. 1924 – 20. Okt. 1926                                            | Leopold Waber (GDVP) |                                            |
| | Ignaz Seipel | * 19. Juli 1876 in Wien † 2. August 1932 in Pernitz                    | CS                                         | Seipel IV Seipel V                                          | CS GDVP Landbund                           | 20. Okt. 1926 – 04. Mai 1929                                             | IV. Franz Dinghofer (GDVP, bis 19. Mai 1927) V. Karl Hartleb (Landbund)                                                     |                                            |
| | Ernst Streeruwitz | * 23. September 1874 in Mies † 19. Oktober 1952 in Wien                | CS                                         | Streeruwitz                                                 | CS GDVP Landbund                           | 04. Mai 1929 – 26. Sep. 1929                                             | Vinzenz Schumy (Landbund)                                                                                                   |                                            |
| | Johann Schober | * 14. November 1874 in Perg † 19. August 1932 in Baden b.W.            | Beamter                                    | Schober III                                                 | CS GDVP Landbund                           | 26. Sep. 1929 – 30. Sep. 1930                                            | Carl Vaugoin (CS) |                                            |
| | Carl Vaugoin | * 8. Juli 1873 in Wien † 10. Juni 1949 in Krems                        | CS                                         | Vaugoin                                                     | CS                                         | 30. Sep. 1930 – 04. Dez. 1930                                            | Richard Schmitz (CS) |                                            |
| | Otto Ender | * 24. Dezember 1875 in Altach † 25. Juni 1960 in Bregenz               | CS                                         | Ender                                                       | CS GDVP Landbund Beamte                    | 04. Dez. 1930 – 20. Juni 1931                                            | Johann Schober (Beamter) |                                            |
| | Karl Buresch | * 12. Oktober 1878 in Groß-Enzersdorf † 16. September 1936 in Wien     | CS                                         | Buresch I Buresch II                                        | CS Beamte Landbund                         | 20. Juni 1931 – 20. Mai 1932                                             | Johann Schober (Beamter, bis 29. Jänner 1932) Franz Winkler (Landbund)                                                      |                                            |
| | Engelbert Dollfuß | * 4. Oktober 1892 in Texing † 25. Juli 1934 in Wien                    | CS / VF                                    | Dollfuß I Dollfuß II – Schuschnigg I                        | CS Landbund Heimatblock/ Diktatur          | 20. Mai 1932 – 25. Juli 1934                                             | Franz Winkler (Landbund, bis 21. September 1933) Emil Fey (bis 1. Mai 1934) Ernst Rüdiger Starhemberg (Heimatblock bzw. VF) |                                            |
| | Kurt Schuschnigg (mit der Vertretung des Bundeskanzlers beauftragt gemäß Art. 81 Art. 2 der damaligen Verfassung)                                                                                | * 14. Dezember 1897 in Riva del Garda † 18. November 1977 in Mutters   | VF                                         | Dollfuß II – Schuschnigg I                                  | Diktatur                                   | 25. Juli 1934 – 29. Juli 1934                                            | Ernst Rüdiger Starhemberg                                                                                                   |                                            |
| | Kurt Schuschnigg | * 14. Dezember 1897 in Riva del Garda † 18. November 1977 in Mutters   | VF                                         | Schuschnigg I Schuschnigg II Schuschnigg III Schuschnigg IV | Diktatur                                   | 29. Juli 1934 – 11. März 1938                                            | Ernst Rüdiger Starhemberg (bis 14. Mai 1936) Eduard Baar-Baarenfels (VF bis 3. November 1936) Ludwig Hülgerth (VF)          |                                            |
| | Arthur Seyß-Inquart | * 22. Juli 1892 in Stannern † 16. Oktober 1946 in Nürnberg             | NSDAP                                      | Seyß-Inquart                                                | Von Hitler gesteuerte Diktatur             | 11. März 1938 – 13. März 1938                                            | Edmund Glaise von Horstenau (NSDAP)                                                                                         |                                            |
| Danach während der nationalsozialistischen Diktatur: - Arthur Seyß-Inquart (NSDAP) Reichsstatthalter 15. März 1938 bis 1. Mai 1939 - Josef Bürckel (NSDAP) Reichskommissar für die Wiedervereinigung 23. April 1938 bis 31. März 1940 - Baldur von Schirach (NSDAP) Reichsstatthalter 1940 bis 1945 | |                                                                        |                                            |                                                             |                                            |                                                                          | |                                            |
| Zweite Republik (seit 1945) | |                                                                        |                                            |                                                             |                                            |                                                                          | |                                            |
| Bundeskanzler/in | Bundeskanzler/in | Lebensdaten                                                            | Partei                                     | Regierungsbezeichnung                                       | Regierungsparteien                         | Amtszeit                                                                 | Vizekanzler (Partei) |                                            |
| | Karl Renner Staatskanzler | * 14. Dezember 1870 in Untertannowitz † 31. Dezember 1950 in Wien      | SPÖ                                        | Renner IV                                                   | SPÖ ÖVP KPÖ                                | 27. Apr. 1945 – 20. Dez. 1945                                            | Politischer Kabinettsrat (Staatssekretäre ohne Portefeuille): Leopold Figl (ÖVP) Johann Koplenig (KPÖ) Adolf Schärf (SPÖ)   |                                            |
| | Leopold Figl | * 2. Oktober 1902 in Rust † 9. Mai 1965 in Wien                        | ÖVP                                        | Figl I                                                      | ÖVP SPÖ KPÖ                                | 20. Dez. 1945 – 11. Okt. 1949                                            | Adolf Schärf (SPÖ) |                                            |
| Figl II | Leopold Figl | * 2. Oktober 1902 in Rust † 9. Mai 1965 in Wien                        | ÖVP                                        | ÖVP SPÖ                                                     | 08. Nov. 1949 – 28. Okt. 1952              | Adolf Schärf (SPÖ)                                                       | |                                            |
| Figl III | Leopold Figl | * 2. Oktober 1902 in Rust † 9. Mai 1965 in Wien                        | ÖVP                                        | ÖVP SPÖ                                                     | 28. Okt. 1952 – 25. Feb. 1953              | Adolf Schärf (SPÖ)                                                       | |                                            |
| | Julius Raab | * 29. November 1891 in St. Pölten † 8. Jänner 1964 in Wien             | ÖVP                                        | Raab I                                                      | ÖVP SPÖ                                    | 02. Apr. 1953 – 14. Mai 1956                                             | Adolf Schärf (SPÖ) |                                            |
| Raab II | Julius Raab | * 29. November 1891 in St. Pölten † 8. Jänner 1964 in Wien             | ÖVP                                        | ÖVP SPÖ                                                     | 29. Juni 1956 – 12. Mai 1959               | Adolf Schärf (bis 22. Mai 1957) Bruno Pittermann (SPÖ)                   | |                                            |
| Raab III | Julius Raab | * 29. November 1891 in St. Pölten † 8. Jänner 1964 in Wien             | ÖVP                                        | ÖVP SPÖ                                                     | 16. Juli 1959 – 03. Nov. 1960              | Bruno Pittermann (SPÖ)                                                   | |                                            |
| Raab IV | Julius Raab | * 29. November 1891 in St. Pölten † 8. Jänner 1964 in Wien             | ÖVP                                        | ÖVP SPÖ                                                     | 03. Nov. 1960 – 11. Apr. 1961              | Bruno Pittermann (SPÖ)                                                   | |                                            |
| | Alfons Gorbach | * 2. September 1898 in Imst † 31. Juli 1972 in Graz                    | ÖVP                                        | Gorbach I                                                   | ÖVP SPÖ                                    | 11. Apr. 1961 – 20. Nov. 1962                                            | Bruno Pittermann (SPÖ) |                                            |
| Gorbach II | Alfons Gorbach | * 2. September 1898 in Imst † 31. Juli 1972 in Graz                    | ÖVP                                        | ÖVP SPÖ                                                     | 27. März 1963 – 25. Feb. 1964              | Bruno Pittermann (SPÖ)                                                   | |                                            |
| | Josef Klaus | * 15. August 1910 in Mauthen † 25. Juli 2001 in Wien                   | ÖVP                                        | Klaus I                                                     | ÖVP SPÖ                                    | 02. Apr. 1964 – 25. Okt. 1965                                            | Bruno Pittermann (SPÖ) |                                            |
| Klaus II | Josef Klaus | * 15. August 1910 in Mauthen † 25. Juli 2001 in Wien                   | ÖVP                                        | ÖVP                                                         | 19. Apr. 1966 – 21. April 1970             | Fritz Bock (bis 19. Jänner 1968) Hermann Withalm (ÖVP)                   | |                                            |
| | Bruno Kreisky | * 22. Jänner 1911 in Wien † 29. Juli 1990 in Wien                      | SPÖ                                        | Kreisky I                                                   | SPÖ Minderheitsregierung                   | 21. Apr. 1970 – 19. Okt. 1971                                            | Rudolf Häuser (SPÖ) |                                            |
| Kreisky II | Bruno Kreisky | * 22. Jänner 1911 in Wien † 29. Juli 1990 in Wien                      | SPÖ                                        | SPÖ                                                         | 04. Nov. 1971 – 08. Okt. 1975              | Rudolf Häuser (SPÖ)                                                      | |                                            |
| Kreisky III | Bruno Kreisky | * 22. Jänner 1911 in Wien † 29. Juli 1990 in Wien                      | SPÖ                                        | SPÖ                                                         | 28. Okt. 1975 – 09. Mai 1979               | Rudolf Häuser (bis 30. September 1976) Hannes Androsch (SPÖ)             | |                                            |
| Kreisky IV | Bruno Kreisky | * 22. Jänner 1911 in Wien † 29. Juli 1990 in Wien                      | SPÖ                                        | SPÖ                                                         | 05. Juni 1979 – 24. Mai 1983               | Hannes Androsch (bis 20. Jänner 1981) Fred Sinowatz (SPÖ)                | |                                            |
| | Fred Sinowatz | * 5. Februar 1929 in Neufeld a.d.L. † 11. August 2008 in Wien          | SPÖ                                        | Sinowatz                                                    | SPÖ FPÖ                                    | 24. Mai 1983 – 16. Juni 1986                                             | Norbert Steger (FPÖ) |                                            |
| | Franz Vranitzky | * 4. Oktober 1937 in Wien                                              | SPÖ                                        | Vranitzky I                                                 | SPÖ FPÖ                                    | 16. Juni 1986 – 25. Nov. 1986                                            | Norbert Steger (FPÖ) |                                            |
| Vranitzky II | Franz Vranitzky | * 4. Oktober 1937 in Wien                                              | SPÖ                                        | SPÖ ÖVP                                                     | 21. Jän. 1987 – 09. Okt. 1990              | Alois Mock (ÖVP)                                                         | |                                            |
| Vranitzky III | Franz Vranitzky | * 4. Oktober 1937 in Wien                                              | SPÖ                                        | SPÖ ÖVP                                                     | 17. Dez. 1990 – 11. Okt. 1994              | Josef Riegler (bis 2. Juli 1991) Erhard Busek (ÖVP)                      | |                                            |
| Vranitzky IV | Franz Vranitzky | * 4. Oktober 1937 in Wien                                              | SPÖ                                        | SPÖ ÖVP                                                     | 29. Nov. 1994 – 12. März 1996              | Erhard Busek (bis 4. Mai 1995) Wolfgang Schüssel (ÖVP)                   | |                                            |
| Vranitzky V | Franz Vranitzky | * 4. Oktober 1937 in Wien                                              | SPÖ                                        | SPÖ ÖVP                                                     | 12. März 1996 – 20. Jän. 1997              | Wolfgang Schüssel (ÖVP)                                                  | |                                            |
| | Viktor Klima | * 4. Juni 1947 in Schwechat                                            | SPÖ                                        | Klima                                                       | SPÖ ÖVP                                    | 28. Jän. 1997 – 04. Feb. 2000                                            | Wolfgang Schüssel (ÖVP) |                                            |
| | Wolfgang Schüssel | * 7. Juni 1945 in Wien                                                 | ÖVP                                        | Schüssel I                                                  | ÖVP FPÖ                                    | 04. Feb. 2000 – 28. Feb. 2003                                            | Susanne Riess-Passer (FPÖ)                                                                                                  |                                            |
| Schüssel II | Wolfgang Schüssel | * 7. Juni 1945 in Wien                                                 | ÖVP                                        | ÖVP FPÖ/BZÖ                                                 | 28. Feb. 2003 – 11. Jän. 2007              | Herbert Haupt (FPÖ, bis 21. Oktober 2003) Hubert Gorbach (FPÖ/BZÖ)       | |                                            |
| | Alfred Gusenbauer | * 8. Februar 1960 in St. Pölten                                        | SPÖ                                        | Gusenbauer                                                  | SPÖ ÖVP                                    | 11. Jän. 2007 – 02. Dez. 2008                                            | Wilhelm Molterer (ÖVP) |                                            |
| | Werner Faymann | * 4. Mai 1960 in Wien                                                  | SPÖ                                        | Faymann I                                                   | SPÖ ÖVP                                    | 02. Dez. 2008 – 16. Dez. 2013                                            | Josef Pröll (bis 21. April 2011) Michael Spindelegger (ÖVP)                                                                 |                                            |
| Faymann II | Werner Faymann | * 4. Mai 1960 in Wien                                                  | SPÖ                                        | SPÖ ÖVP                                                     | 16. Dez. 2013 – 09. Mai 2016               | Michael Spindelegger (bis 1. September 2014) Reinhold Mitterlehner (ÖVP) | |                                            |
| | Reinhold Mitterlehner („Betraut mit der vorläufigen Fortführung der Verwaltung des Bundeskanzleramtes und mit dem Vorsitz in der Bundesregierung bis zur Bestellung eines neuen Bundeskanzlers“) | * 10. Dezember 1955 in Helfenberg                                      | ÖVP                                        | Faymann II                                                  | SPÖ ÖVP                                    | 09. Mai 2016 – 17. Mai 2016                                              | Reinhold Mitterlehner (ÖVP)                                                                                                 |                                            |
| | Christian Kern | * 4. Jänner 1966 in Wien                                               | SPÖ                                        | Kern                                                        | SPÖ ÖVP                                    | 17. Mai 2016 – 18. Dez. 2017                                             | Reinhold Mitterlehner (ÖVP) (bis 17. Mai 2017) Wolfgang Brandstetter (ÖVP)                                                  |                                            |
| | Sebastian Kurz | * 27. August 1986 in Wien                                              | ÖVP                                        | Kurz I                                                      | ÖVP FPÖ                                    | 18. Dez. 2017 – 28. Mai 2019                                             | Heinz-Christian Strache (FPÖ) (bis 22. Mai 2019) Hartwig Löger (ÖVP)                                                        |                                            |
| | Hartwig Löger („Betraut mit dem Vorsitz in der einstweiligen Bundesregierung und der Fortführung der Verwaltung im Bundeskanzleramt“)                                                            | * 15. Juli 1965 in Selzthal                                            | ÖVP                                        | Kurz I (Einstweilige Bundesregierung Löger)                 | ÖVP Experten                               | 28. Mai 2019 – 3. Juni 2019                                              | – |                                            |
| | Brigitte Bierlein | * 25. Juni 1949 in Wien † 3. Juni 2024 in Wien                         | parteilos                                  | Bierlein                                                    | Beamte                                     | 03. Jun. 2019 – 7. Jän. 2020                                             | Clemens Jabloner (parteilos)                                                                                                |                                            |
| | Sebastian Kurz | * 27. August 1986 in Wien                                              | ÖVP                                        | Kurz II                                                     | ÖVP Grüne                                  | 7. Jän. 2020 – 11. Okt. 2021                                             | Werner Kogler (Grüne) |                                            |
| | Alexander Schallenberg | * 20. Juni 1969 in Bern (Schweiz)                                      | ÖVP                                        | Schallenberg                                                | ÖVP Grüne                                  | 11. Okt. 2021 – 6. Dez. 2021                                             | Werner Kogler (Grüne) |                                            |
| | Karl Nehammer | * 18. Oktober 1972 in Wien                                             | ÖVP                                        | Nehammer                                                    | ÖVP Grüne                                  | 6. Dez. 2021 – 10. Jan. 2025                                             | Werner Kogler (Grüne) |                                            |
| | Alexander Schallenberg („Betraut mit dem Vorsitz in der einstweiligen Bundesregierung und der Fortführung der Verwaltung im Bundeskanzleramt“)                                                   | * 20. Juni 1969 in Bern (Schweiz)                                      | ÖVP                                        | Einstweilige Bundesregierung Schallenberg                   | ÖVP Grüne                                  | 10. Jan. 2025 – 3. März 2025                                             | – |                                            |
| | Christian Stocker | * 20. März 1960 in Wiener Neustadt                                     | ÖVP                                        | Stocker                                                     | ÖVP SPÖ NEOS                               | 3. März 2025 –                                                           | Andreas Babler (SPÖ) |                                            |
| Bundeskanzler/in | Bundeskanzler/in | Lebensdaten                                                            | Partei                                     | Regierungsbezeichnung                                       | Regierungsparteien                         | Amtszeit                                                                 | Vizekanzler (Partei) |                                            |